# Oscarverleihung 1964
Übersicht aller ausgezeichneten Filme

◄◄ | ◄ | 1960 | 1961 | 1962 | 1963 | Oscarverleihung 1964 | 1965 | 1966 | 1967 | 1968 | ► | ►►

Weitere Ereignisse
Die Oscarverleihung 1964 fand am 13. April 1964 im Santa Monica Civic Auditorium in Santa Monica statt. Es waren die 36th Annual Academy Awards. Im Jahr der Auszeichnung werden immer Filme des vergangenen Jahres ausgezeichnet, in diesem Fall also die Filme des Jahres 1963.
| Film                                 | N  | A |
| ------------------------------------ | -- | - |
| Tom Jones – Zwischen Bett und Galgen | 10 | 4 |
| Cleopatra                            | 9  | 4 |
| Das war der Wilde Westen             | 8  | 3 |
| Der Wildeste unter Tausend           | 7  | 3 |
| Der Kardinal                         | 6  | 0 |
| Eine total, total verrückte Welt     | 6  | 1 |
| 8½                                   | 5  | 2 |
| Lilien auf dem Felde                 | 5  | 1 |
| Verliebt in einen Fremden            | 5  | 0 |
| Die Unbezwingbaren                   | 4  | 1 |
| Captain Newman                       | 3  | 0 |
| Das Mädchen Irma la Douce            | 3  | 1 |
| Bye Bye Birdie                       | 2  | 0 |
| 55 Tage in Peking                    | 2  | 0 |
| Lockender Lorbeer                    | 2  | 0 |
| Eine neue Art von Liebe              | 2  | 0 |
| Rufmord                              | 2  | 0 |
| Sonntage mit Sybill                  | 2  | 0 |

## Moderation
Jack Lemmon führte als Moderator durch die Oscarverleihung. 

## Gewinner und Nominierungen

### Bester Film
präsentiert von Frank Sinatra
Tom Jones – Zwischen Bett und Galgen (Tom Jones) – Tony Richardson
Cleopatra – Walter Wanger
Lilien auf dem Felde (Lilies of the Field) – Ralph Nelson
Die Unbezwingbaren (America, America) – Elia Kazan
Das war der Wilde Westen (How the West Was Won) – Bernard Smith

### Beste Regie
präsentiert von Rita Hayworth
Tony Richardson – Tom Jones – Zwischen Bett und Galgen (Tom Jones)
Federico Fellini – 8½
Elia Kazan – Die Unbezwingbaren (America, America)
Otto Preminger – Der Kardinal (The Cardinal)
Martin Ritt – Der Wildeste unter Tausend (Hud)

### Bester Hauptdarsteller
präsentiert von Anne Bancroft
Sidney Poitier – Lilien auf dem Felde (Lilies of the Field)
Albert Finney – Tom Jones – Zwischen Bett und Galgen (Tom Jones)
Richard Harris – Lockender Lorbeer (This Sporting Life)
Rex Harrison – Cleopatra
Paul Newman – Der Wildeste unter Tausend (Hud)

### Beste Hauptdarstellerin
präsentiert von Gregory Peck
Patricia Neal – Der Wildeste unter Tausend (Hud)
Leslie Caron – Das indiskrete Zimmer (The L-Shaped Room)
Shirley MacLaine – Das Mädchen Irma la Douce (Irma la Douce)
Rachel Roberts – Lockender Lorbeer (This Sporting Life)
Natalie Wood – Verliebt in einen Fremden (Love with the Proper Stranger)

### Bester Nebendarsteller
präsentiert von Patty Duke
Melvyn Douglas – Der Wildeste unter Tausend (Hud)
Nick Adams – Rufmord (Twilight of Honor)
Bobby Darin – Captain Newman (Captain Newman, M.D.)
Hugh Griffith – Tom Jones – Zwischen Bett und Galgen (Tom Jones)
John Huston – Der Kardinal (The Cardinal)

### Beste Nebendarstellerin
präsentiert von Ed Begley
Margaret Rutherford – Hotel International (The V.I.P.s), entgegengenommen von Peter Ustinov
Diane Cilento – Tom Jones – Zwischen Bett und Galgen (Tom Jones)
Edith Evans – Tom Jones – Zwischen Bett und Galgen (Tom Jones)
Joyce Redman – Tom Jones – Zwischen Bett und Galgen (Tom Jones)
Lilia Skala – Lilien auf dem Felde (Lilies of the Field)

### Bestes Originaldrehbuch
präsentiert von Edward G. Robinson
James R. Webb – Das war der Wilde Westen (How the West Was Won)
Carlo Bernari, Pasquale Festa Campanile, Massimo Franciosa, Nanni Loy, Vasco Pratolini – Die vier Tage von Neapel (Le Quattro giornate di Napoli)
Federico Fellini, Ennio Flaiano, Tullio Pinelli, Brunello Rondi – 8½
Elia Kazan – Die Unbezwingbaren (America, America)
Arnold Schulman – Verliebt in einen Fremden (Love with the Proper Stranger)

### Bestes adaptiertes Drehbuch
präsentiert von Edward G. Robinson
John Osborne – Tom Jones – Zwischen Bett und Galgen (Tom Jones) 
Serge Bourguignon, Antoine Tudal – Sonntage mit Sybill (Les Dimanches de Ville d’Avray)
Richard L. Breen, Henry Ephron, Phoebe Ephron – Captain Newman (Captain Newman, M. D.)
Harriet Frank Jr., Irving Ravetch – Der Wildeste unter Tausend (Hud)
James Poe – Lilien auf dem Felde (Lilies of the Field)

### Beste Kamera (Farbfilm)
präsentiert von James Stewart
Leon Shamroy – Cleopatra
William H. Daniels, Milton R. Krasner, Charles Lang, Joseph LaShelle – Das war der Wilde Westen (How the West Was Won)
Joseph LaShelle – Das Mädchen Irma la Douce (Irma la Douce)
Ernest Laszlo – Eine total, total verrückte Welt (It’s a Mad Mad Mad Mad World)
Leon Shamroy – Der Kardinal (The Cardinal)

### Beste Kamera (Schwarzweißfilm)
präsentiert von James Stewart
James Wong Howe – Der Wildeste unter Tausend (Hud)
Lucien Ballard – Frauen, die nicht lieben dürfen (The Caretakers)
George J. Folsey – Der Balkon (The Balcony)
Ernest Haller – Lilien auf dem Felde (Lilies of the Field)
Milton R. Krasner – Verliebt in einen Fremden (Love with the Proper Stranger)

### Bestes Szenenbild (Farbfilm)
präsentiert von Anne Baxter und Fred MacMurray
Herman A. Blumenthal, Hilyard M. Brown, John DeCuir, Paul S. Fox, Boris Juraga, Ray Moyer, Maurice Pelling, Walter M. Scott, Jack Martin Smith, Elven Webb – Cleopatra
Roland Anderson, Sam Comer, James W. Payne, Hal Pereira – Wenn mein Schlafzimmer sprechen könnte (Come Blow Your Horn)
Ralph Brinton, Jocelyn Herbert, Josie MacAvin, Ted Marshall – Tom Jones – Zwischen Bett und Galgen (Tom Jones)
Gene Callahan, Lyle R. Wheeler – Der Kardinal (The Cardinal)
George W. Davis, William Ferrari, Henry Grace, Don Greenwood junior, Addison Hehr, Jack Mills – Das war der Wilde Westen (How the West Was Won)

### Bestes Szenenbild (Schwarzweißfilm)
präsentiert von Anne Baxter und Fred MacMurray
Gene Callahan – Die Unbezwingbaren (America, America)
Roland Anderson, Sam Comer, Grace Gregory, Hal Pereira – Verliebt in einen Fremden (Love with the Proper Stranger)
Robert R. Benton, Sam Comer, Tambi Larsen, Hal Pereira – Der Wildeste unter Tausend (Hud)
George W. Davis, Henry Grace, Paul Groesse, Hugh Hunt – Rufmord (Twilight of Honor)
Piero Gherardi – 8½

### Bestes Kostüm-Design (Farbfilm)
präsentiert von Donna Reed
Renié Conley, Vittorio Nino Novarese, Irene Sharaff – Cleopatra
Donald Brooks – Der Kardinal (The Cardinal)
Edith Head – Eine neue Art von Liebe (A New Kind of Love)
Walter Plunkett – Das war der Wilde Westen (How the West Was Won)
Piero Tosi – Der Leopard (Il Gattopardo)

### Bestes Kostüm-Design (Schwarzweißfilm)
präsentiert von Donna Reed
Piero Gherardi – 8½
Edith Head – Ach Liebling … nicht hier! (Wives and Lovers)
Edith Head – Verliebt in einen Fremden (Love with the Proper Stranger)
Bill Thomas – Puppen unterm Dach (Toys in the Attic)
William Travilla – Die verlorene Rose (The Stripper)

### Beste Original-Musik
präsentiert von Sammy Davis, Jr.
John Addison, Elmer Bernstein – Tom Jones – Zwischen Bett und Galgen (Tom Jones)
Ken Darby, Alfred Newman – Das war der Wilde Westen (How the West Was Won)
Ernest Gold – Eine total, total verrückte Welt (It’s a Mad Mad Mad Mad World)
Alex North – Cleopatra
Dimitri Tiomkin – 55 Tage in Peking (55 Days at Peking)

### Beste adaptierte Musik
präsentiert von Sammy Davis Jr.
André Previn – Das Mädchen Irma la Douce (Irma la Douce)
George Bruns – Die Hexe und der Zauberer (The Sword in the Stone)
Johnny Green – Bye Bye Birdie
Maurice Jarre – Sonntage mit Sybill (Les Dimanches de Ville d’Avray)
Leith Stevens – Eine neue Art von Liebe (A New Kind of Love)

### Bester Song
präsentiert von Shirley Jones
Call Me Irresponsible aus Papa’s Delicate Condition – Sammy Cahn, Jimmy Van Heusen
Charade aus Charade – Henry Mancini, Johnny Mercer
It’s a Mad Mad Mad Mad World aus Eine total, total verrückte Welt (It’s a Mad Mad Mad Mad World) – Mack David, Ernest Gold
More aus Mondo Cane – Norman Newell, Nino Oliviero, Riz Ortolani
So Little Time aus 55 Tage in Peking (55 Days at Peking) – Dimitri Tiomkin, Paul Francis Webster

### Bester Schnitt
präsentiert von Sidney Poitier
Harold F. Kress – Das war der Wilde Westen (How the West Was Won)
Gene Fowler junior, Robert C. Jones, Frederic Knudtson – Eine total, total verrückte Welt (It’s a Mad Mad Mad Mad World)
Louis R. Loeffler – Der Kardinal (The Cardinal)
Dorothy Spencer – Cleopatra
Ferris Webster – Gesprengte Ketten (The Great Escape)

### Beste Tonmischung
präsentiert von Steve McQueen
Franklin Milton – Das war der Wilde Westen (How the West Was Won)
James Corcoran, Fred Hynes – Cleopatra
Charles Rice – Bye Bye Birdie
Gordon Sawyer – Eine total, total verrückte Welt (It’s a Mad Mad Mad Mad World)
Waldon O. Watson – Captain Newman (Captain Newman, M. D.)

### Beste Toneffekte
präsentiert von Steve McQueen
Walter Elliott – Eine total, total verrückte Welt (It’s a Mad Mad Mad Mad World)
Robert L. Bratton – Der Kommodore (A Gathering of Eagles)

### Beste visuelle Effekte
präsentiert von Angie Dickinson
Emil Kosa Jr. – Cleopatra
Ub Iwerks – Die Vögel (The Birds)

### Bester Kurzfilm
präsentiert von Shirley MacLaine
Zwischenfall auf der Eulenfluss-Brücke (La rivière du hibou) – Marcel Ichac, Paul de Roubaix
The Home-Made Car – James Hill
Koncert – Ezra R. Baker
The Six-Sided Triangle – Christopher Miles
That’s Me – Walker Stuart

### Bester Cartoon
präsentiert von Shirley MacLaine
The Critic – Ernest Pintoff
Automania 2000 – John Halas
My Financial Career – Tom Daly, Colin Low
Pianissimo – Carmen D’Avino
Das Spiel (Igra) – Dušan Vukotić

### Bester Dokumentarfilm (Kurzfilm)
präsentiert von Debbie Reynolds
Chagall – Simon Schiffrin
The Five Cities of June – George Stevens junior
The Spirit of America – Algernon G. Walker
Thirty Million Letters – Edgar Anstey
To Live Again – Mel London

### Bester Dokumentarfilm
präsentiert von Debbie Reynolds
Robert Frost: A Lover’s Quarrel with the World – Robert Hughes
Le maillon et la chaîne – Paul de Roubaix
The Yanks Are Coming – Marshall Flaum

### Bester fremdsprachiger Film
präsentiert von Julie Andrews
8½, Italien – Federico Fellini
Koto, Japan – Noboru Nakamura
Das Messer im Wasser (Nóz w wodzie), Polen – Roman Polański
Die roten Laternen (Ta Kokkina fanaria), Griechenland – Vasilis Georgiadis
Los Tarantos, Spanien – Francisco Rovira Beleta

## Ehrenpreise

### Irving G. Thalberg Memorial Award
Sam Spiegel

### Technical Achievement Award
Douglas Shearer, A. Arnold Gillespie